# راي جاكسون
راي جاكسون (13 نوفمبر 1973 في الولايات المتحدة - ) (بالإنجليزية: Ray Jackson)‏ هو لاعب كرة سلة أمريكي في مركزي مدافع مسدد الهدف وهجوم صغير الجسم. لعب مع غراند رابيدز هوبز ‏.

## وصلات خارجية
- راي جاكسون على موقع كلية كرة السلة في سبورتس رفرنس.كوم (الإنجليزية)
- راي جاكسون على موقع بروبوليرز (الإنجليزية)